# Алиев, Бимбулат Кавдиевич
Бимбулат Кавдиевич Алиев (15 мая 1907 — 25 августа 1942) — советский военный деятель, командир 51-й стрелковой дивизии.

## Биография
Родился 15 мая 1907 г. в селении Эльхотово Тифлисской губернии Российской империи (ныне село Эльхотово Кировского района Республики Северная Осетия -Алания) в семье осетинских крестьян-середняков. Закончил 3 класса сельской школы в Эльхотово в 1919 г. и работал чернорабочим.
С 24 сентября 1929 г. в РККА курсант Рязанской пехотной школы им. К.Е. ВорошиловаМосковского военного округа. В 1931 г. вступил в ВКП(б). С 3 марта 1932 г. командир взвода в 84-м горно-стрелковом полку 28-й горно-стрелковой Горской Краснознаменной им. Серго Орджоникидзе дивизии Северо-Кавказского военного округа. В 1932 г. участвовал в ликвидации бандитизма в Чечено-Ингушской АССР. С 16 марта 1933 г. командовал взводом в Орджоникидзевской пехотной школы Северо-Кавказского военного округа. С 16 февраля 1935 г. командир роты в 84-м горно-стрелковом полку 28-й горно-стрелковой дивизии. С 16 августа 1938 г. помощник командира 82-го горно-стрелкового полка по строевой части. С 25 апреля 1939 г. начальник полковой школы 88-го горно-стрелкового полка. С июня 1939 г. и.д. помощника командира 235-го горно-стрелкового полка по материальному обеспечению. С 7 октября 1939 г. и.д. помощника командира 88-го горно-стрелкового полка. С 14 декабря 1940 г. и.д. заместителя командира 88-го горно-стрелкового полка. Из служебной характеристики: «Занимаемой должности соответствует. Партвзысканий не имеет. Идеологически выдержан, политически развит, делу партии Ленина-Сталина предан, в партийной жизни активен, партийные поручения выполняет активно».
Великая Отечественная война
Перед началом Великой Отечественной войны занимал должность заместителя командира 74-го запасного стрелкового полка, который входил в состав 16-й запасной стрелковой бригады Северо-Кавказского военного округа и дислоцировался в станице Славянская Краснодарского края. С 21 декабря 1941 г. командир 1133-го Таганрогского стрелкового полка 339-й стрелковой дивизии Южного фронта, который участвовал в Донбасской и Ростовской оборонительных операциях. 
О событиях этого периода в своих мемуарах пишет генерал-майор Н. Д. Салтыков:
Здесь было одно из самых горячих мест обороны, и я надеялся увидеть людей из нового пополнения дивизии на их боевых позициях, познакомиться с ними непосредственно в бою. Командовал полком майор Б. К. Алиев. Он развернул карту и толково доложил обстановку. Однако тяжело вздохнул — велик был участок обороны полка, а численность его невелика.

Салтыков Н. Д. Докладываю в Генеральный штаб. М.: Воениздат, 1983.
Полк под командованием капитана Б.К. Алиева особо отличился в оборонительных боях в районе с. Покровское в период с 12 по 20 октября 1941 г., где действовал на главном направлении против отборных частей СС, в результате противник понес большие потери. За эти бои он получил Орден Красного Знамени. Из наградного листа (1943): «В боях против фашистских захватчиков показал себя как боевой отваги командир умеющий за собой повести в бой свою часть. С первых же дней ввода в боевые действия его части, он умелым маневром и правильной постановкой задач обеспечивал выполнение боевых приказов, нанося значительный урон противнику как в живой силе, так и материальной части, несмотря на превосходство в технике противника. В ночь с 12 на 13 октября в с. Покровское находясь сам всё время посреди и лично руководя боем, он сдерживал наступление отборных частей СС, где было много убитых и раненных со стороны противника. начиная с 24 по 29 ноября полк ведя наступление на хутор Радионо-Несветаевское, Волошино, Константиновский, Сердюково и Большие Салы он также своим личным примером в ночных атаках своей храбростью и мужеством показывал командирам и политработникам пример и повёл их за собой в бой, в результате чего его частью были заняты и освобождены от фашистских захватчиков хутора Радионо-Несвитаевски, Волошино, Сердюково, Большие Салы, где бло захвачено много трофеев: танков, бронемашин, артиллерии, оружия, радиостанций, средств свзи и другого военного имущества.» С конца ноября дивизия входила в состав 37-й армии Южного фронта и участвовала в Ростовской и Барвенково-Лозовской наступательных операциях. С 12 мая 1942 г. врид командира 51-й стрелковой дивизии, которая в этот момент принимала участие в Харьковском сражении, затем вела оборонительные бои в Донбассе. С 29 июня 1942 г. в распоряжении Военного совета 9-й армии. С 4 июля 1942 г. и.д. заместителя командира 255-й стрелковой дивизии Южного фрота, а с 22 июля Северо-Кавказского фронта. С 30 июля 1942 г. заместитель командира 318-й стрелковой дивизии. В ходе битвы за Кавказ погиб в бою 25 августа 1942 г.

## Воинские звания
Капитан — 1938 (приказ НКО № 0951/п от 1938 г.);
Майор — 1942 (приказ НКО № ЮФ006 от 1942 г.);
Подполковник — 11.04.1942 (приказ НКО № 02849 от 11.04.1944).

## Награды
Орден Красного Знамени (04.01.1942).

## Семья
Жена — Хестанова Барахан Харитоновна. Дети: Роберт 1936 года рождения и Людмила 1938 года рождения.